# Сакаи, Ёсинори
Ёсинори Сакаи (яп. 坂井 義則 Сакаи Ёсинори, 6 августа 1945 года, Миёси, Хиросима — 10 сентября 2014 года, Токио) — факелоносец на церемонии открытия Летних Олимпийских игр 1964 года, участник Азиатских игр.

## Биография
Ёсиинори Сакаи родился в день атомной бомбардировки Хиросимы.
Он был выбран как символ мирного настроения и послевоенного восстановления Японии. На тот момент он был членом клуба бегунов университета Васэда.
Сам в олимпиаде участия не принимал, после олимпиады принял участие в Азиатских играх 1966 года, завоевав золотую медаль в беге на дистанцию 1600 метров. В 1968 году начал работать журналистом на Fuji Television, в основном вёл новости и спортивные передачи.
Ёсиинори Сакаи скончался 10 сентября 2014 года в одной из токийских больниц от инсульта.